# Izgon iz rajskega vrta (Masaccio)
Izgon iz rajskega vrta (italijansko Cacciata dei progenitori dall'Eden) je freska italijanskega zgodnjerenesančnega umetnika Masaccia. Freska je en sam prizor iz cikla, ki so ga okoli leta 1425 naslikali Masaccio, Masolino da Panicale in drugi na stenah Brancaccijeve kapele v cerkvi Santa Maria del Carmine v Firencah. Prikazuje izgon Adama in Eve iz rajskega vrta iz svetopisemske knjige Geneze, 3. poglavja, čeprav z nekaj razlikami glede na kanonično poročilo.

## Možni viri navdiha
Izpostavljenih je bilo veliko možnih virov navdiha, iz katerih je morda črpal Masaccio. Za Adama možne reference vključujejo številne skulpture Marsiasa (iz grške mitologije) in razpelo, ki ga je naredil Donatello.
Za Evo umetnostni analitiki običajno opozarjajo na različne različice Venere Pudica, kot je Previdnost Giovannija Pisana.

## Prekrivanje in obnova
Tri stoletja po tem, ko je bila freska naslikana, je Cosimo III. Medičejski v skladu s takratnimi predstavami o dekorju ukazal dodati figove liste, da bi prikril genitalije figur. Te so bile nazadnje odstranjene v 1980-ih, ko je bila slika v celoti obnovljena in očiščena.

## Vpliv na Michelangela
Masaccio je dal velik navdih bolj znanemu renesančnemu slikarju Michelangelu, saj je Michelangelov učitelj Domenico Ghirlandaio skoraj izključno pri njem iskal navdih za svoje verske prizore. Ghirlandaio je posnemal tudi različne modele Masaccia. Ta vpliv je najbolj viden v Michelangelovem Padcu človeka in izgonu iz rajskega vrta na stropu Sikstinske kapele.

## Razlike od Geneze
Glavne točke na tej sliki, ki odstopajo od poročila, kot je prikazano v Genezi:
1. Adam in Eva sta prikazana gola. Čeprav to poveča dramatiko prizora, se razlikuje od Geneze 1Mk 3,21, ki pravi: »Gospod Bog je naredil človeku in njegovi ženi suknji iz kože in ju oblekel.«
2. Prisoten je samo en kerubinski angel. Geneza 1Mk 3,24 navaja: »Izgnal je človeka in postavil vzhodno od edenskega vrta kerube [...]« (-im je izvirna hebrejska množinska končnica besede Kerub.
3. Obok, upodobljen ob vhodu v vrt, se v svetopisemskem poročilu ne pojavlja.

Ker pa so umetniki pogosto sledili ateljejski tradiciji, slikali iz prejšnjih različic prizora – in se tako učili od ekspresivnih invencij drugih umetnikov ter jih vsrkavali v svoja dela – bi se vsaka odgovorna ikonografska študija znašla v plitvini dobesednega pričakovanja, če bi sliko ocenjevali samo po tem, da se je držal teh podrobnosti, zato so ga videli kot uspešno le, če je delovalo kot preprosta ilustracija za prizor.
Masacciova evokacija Evine tuleče, globoko občutene bolečine še posebej raziskuje pomen izgona na predhodno neraziskani, bolj osebni ravni.
V judovskih besedilih 2. templja pa je Adam opisan kot veličasten (Sirah 49 itd.) in v nekaterih rabinskih in krščanskih patrističnih virih obstaja dolga tradicija branja hebrejske besede za 'kožo' kot 'svetlobo' ( obstaja samo ena majhna razlika v samoglasnikih med obema besedama), in vzeti besede iz Geneze 1Mk 3,21 o tem, da je Bog oblekel par v pluperfect smislu, kot je pokazal Sebastian Brock, je narejeno v sirski tradiciji. V rabinskih virih je Adam večkrat primerjan in kontrastiran z Mojzesom, zlasti v smislu Mojzesovega sijaja po vzponu na goro, in vsaj eno besedilo, kjer Mojzes trdi, da je njegova slava večja od Adamove, ker ni izgubil svoje slava (Deuteronomy Rabbah 11:3); Genesis Rabbah 20:12 ugotavlja, da je rabin Meir imel zvitek, ki je imel 'svetlobo' namesto kože. Enako izročilo najdemo pri Efremu Sircu, ki v svojih Himnah o raju 6 govori o Kristusu, ki je vernike oblekel v oblačilo, ki ga je Adam izgubil s prestopkom. Kanon sv. Andreja s Krete pravi, da se je kantor primerjal z Adamom in rekel: »Našel sem se golega od Boga«. Beda Častitljivi ima v svojem komentarju Geneze podobne pripombe: »ko so s svojim prestopkom izgubili slavo nedolžnosti, so si nadeli obleko opravičila«. Motiv brez božanskosti/slave/nedolžnosti/časti je tako najti v latinski, grški in sirski tradiciji Cerkve. Zdi se povsem možno, da so ti umetniki delali znotraj te zelo stare tradicije, ki se razteza čez tradicije.